# Владимировка (Азнакаевский район)
Владимировка — деревня в Азнакаевском районе Татарстана. Входит в состав Микулинского сельского поселения.

## География
Находится на левом берегу речки Ямашки, в 28,5 км по автодорогам к юго-западу от райцентра Азнакаево и в 4,5 км по автодорогам к северу от центра сельсовета, села Микулино.

## История
Деревня основана в первой половине XIX века. В дореволюционных источниках упоминается также под названием Подгорная.
Топоним произошёл от антропонима Владимир.
В «Списке населенных мест Российской империи», изданном в 1864 году, населённый пункт упомянут как владельческое сельцо Подгорная (Владимировка) 1-го стана Бугульминского уезда Самарской губернии, при речке Ямашке, расположенное в 25 верстах от уездного города Бугульма. В деревне насчитывалось 19 дворов и 149 жителей (78 мужчин и 71 женщина).
В тот период жители, кроме сельского хозяйства, занимались столярным промыслом и виноделием.
В 1889 году в деревне Микулинской волости имелось 15 дворов, 83 жителя, имение дворян Витковских, жили православные и раскольники. По переписи 1897 года — 27 дворов и 169 жителей (83 мужчины и 86 женщин) мещан и бывших помещичьих крестьян (русские, православные). Деревне принадлежало 40 десятин удобной надельной земли. В 1910 году показано 25 дворов и 150 жителей (83 мужчины, 67 женщин).
В 1920 году деревня вошла в состав Татарской АССР вместе с уездом, преобразованным в кантон.
С 1930 года — в составе Павловского сельсовета Бугульминского района, проживали русские.
В 1948 году — также в Павловском сельсовете.
12 января 1965 года вошла в состав Азнакаевского района.

## Население
По переписи 2010 года в деревне проживало 5 человек (4 мужчины, 1 женщина).
В 2002 году — 17 человек (7 мужчин, 10 женщин), русские (59 %) и татары (29 %), в 1989 году преобладали русские.
| 1859 | 1897 | 1920 | 1926 | 1938 | 1958 | 1970 | 1979 | 1989 | 2002 | 2010 |
| ---- | ---- | ---- | ---- | ---- | ---- | ---- | ---- | ---- | ---- | ---- |
| 149  | 169  | 170  | 184  | 216  | 114  | 98   | 67   | 25   | 17   | 5    |

## Инфраструктура и улицы
В 1931 году деревня вошла в состав колхоза «Ударник» (посёлок Винзавод, в 1941 году колхоз переименован в «Третий год пятилетки»). В 1953 году колхоз вошёл в состав колхоза «Мичуринец» (пгт Актюбинский), с 1957 года — в совхоз «Сокольский». С 1964 года в составе совхоза «Актюбинский». В 1991 году совхоз «Актюбинский» преобразован в агроцех НГДУ «Азнакаевскнефть», в 1997 году реорганизован в ООО «Актюбинский» НГДУ «Азнакаевскнефть».
Вблизи Владимировки по правобережью реки Ямашка находится природный заказник «Владимирский склон».
Деревня электрифицирована, неподалёку находится кладбище. В деревне единственная улица — Нагорная.